# Leptodactylodon ornatus
Espèce
Synonymes
- Leptodactylus ornatus permaculatus Amiet, 1971

Statut de conservation UICN

 EN B1ab(iii) : En danger
Leptodactylodon ornatus est une espèce d'amphibiens de la famille des Arthroleptidae.

## Répartition
Cette espèce est endémique du Cameroun. Elle se rencontre de 200 à 1 450 m d'altitude sur le plateau Bamileke et le mont Manengouba.

## Taxinomie
Selon l'UICN, il y a deux sous-espèces Leptodactylus ornatus ornatus Amiet, 1971 qui se rencontre dans les monts Manengouba, Nlonako, Kupe, Bonandam  et Ebonji de 200 à 1 450 m d'altitude et Leptodactylus ornatus permaculatus Amiet, 1971 qui se rencontre sur les versants Sud et Ouest du plateau Bamileke de 1 000 à 1 400 m d'altitude.

## Publication originale
- Amiet, 1971 "1970" : Espèces nouvelles ou mal connues de Leptodactylodon (Amphibiens Anoures) de la Dorsale camerounaise. Annales de la Faculté des Sciences du Cameroun, vol. 5, p. 57-81.